# Meyer (Automobilhersteller)
Meyer war ein Schweizer Hersteller von Automobilen.

## Unternehmensgeschichte
Das Unternehmen der Brüder Gottfried und Heinrich Meyer aus Horgen begann 1884 mit der Produktion von Automobilen. Der Markenname lautete Meyer. Die Produktion fand in einem Teil der Knopffabrik J. Meyer statt. Auftraggeber und Abnehmer der meisten Fahrzeuge war die Schokoladenfabrik Lindt & Sprüngli. 1899 endete die Produktion nach fünf hergestellten Exemplaren.

## Fahrzeuge
Die Brüder stellten Dampfwagen her. Die Fahrzeuge wiesen einen Rohrrahmen auf. Es waren Dreiräder, die über ein einzelnes, kleines Vorderrad verfügten. Das Vorderrad wurde gelenkt. Der Kessel war im Heck der Fahrzeuge montiert. Der Dampfmotor trieb über Ketten die Hinterräder an. Das erste Fahrzeug bot zwei Personen Platz. Spätere Ausführungen boten Platz für drei bis fünf Personen.